# Gordan Kožulj
Gordan Kožulj (Zagreb, 28. studenog 1976.) je bivši hrvatski plivač i višestruki državni rekorder leđnim stilom. U svojoj sportskoj karijeri postigao je niz vrhunskih sportskih rezultata među kojima treba istaknuti osvajanje naslova američkog (1998.), europskog (2000., 2001., 2002.) i svjetskog (2000.) plivačkog prvaka, te obaranje europskog (100m leđno) i svjetskog (200m leđno u malom bazenu) rekorda. Temeljem tih rezultata proglašen je najboljim hrvatskim sportašem 1999. (po izboru “Sportskih novosti”) i 2002. godine (po izboru Hrvatskog olimpijskog odbora), te je 1999. godine dobitnik Državne nagrade za šport "Franjo Bučar". Također, odlukom predsjednika Republike odlikovan je Redom Danice Hrvatske s likom Franje Bučara za posebne zasluge u sportu (1996.), a dobitnik je i posebne nagrade Hrvatskog olimpijskog odbora za najboljeg promicatelja hrvatskog sporta u svijetu. 

## Životopis
Tijekom profesionalnog bavljenja sportom samostalno je upravljao svojom karijerom pri tome uvevši novi marketinški pristup promocije individualnih sportaša na hrvatskom tržištu, a u sklopu koje je uspješno realizirao brojne marketinške kampanje s Podravkom, Uniqa osiguranjem, Vindijom i drugim kompanijama. Ujedno, za Iskon Internet (danas net.hr) pisao je kolumne tijekom 2001. godine, a za pojedine dnevne novine i portale (npr. Jutarnji list) povremene članke. 
Gordan se akademski usavršavao u SAD-u gdje je 2000. godine diplomirao političku ekonomiju na University of California, Berkeley, te u Hrvatskoj završivši poslijediplomski specijalistički studiji MBA (Masters of Business Administration – sveučilišni specijalist poslovnog upravljanja) pri Ekonomskom fakultetu Sveučilišta u Zagrebu. Također, Gordan je certificirani voditelj projekta: Project Management Professional (PMP) koje izdaje međunarodna institucija Project Management Institute (PMI). 
Nakon završetka sportske karijere, Gordan je nastavio s profesionalnim radom kao savjetnik u Madison Consultingu, jednoj od vodećih hrvatskih agencija za strateško komuniciranje, a paralelno s time bio je direktor Hrvatskog plivačkog saveza te je uspješno vodio kandidaturu Zagreba i Rijeke za Europske sveučilišne igre 2016. 
Od 2013. zaposlen je u konzultantskoj kući Deloitte u odjelu poslovnog savjetovanja gdje pomaže tvrtkama i institucijama u planiranju, razvoju i restrukturiranju kroz rješavanje ključnih pitanja kao što su strategija, alokacija troškova, procesi i upravljanje promjenama. U sklopu svojih ekspertiza, držao je predavanja na brojnim poslovnim konferencijama (npr. Outsourcing day 2015.) te pisao članke u poslovnim medijima (Lider). 
Od 2010. Gordan je član Nacionalnog vijeća za sport, stručnog i savjetodavnog tijela Hrvatskog sabora za sva pitanja u području sporta. 
Nadalje, na poziv Agencije za znanost i visoko obrazovanje, Gordan je bio član stručnog povjerenstva za reakreditaciju visokih učilišta čija je zadaća ocjenjivanje kvalitete visokih učilišta radi potrebe za izdavanjem dopusnice za obavljanje znanstvene i obrazovne djelatnosti. Također, za potrebe Europske Komisije, odnosno Izvršne agencije za obrazovanje, audiovizualne medije i kulturu (engl. Education, Audiovisual and Culture Executive Agency (EACEA)) Gordan djeluje kao ekspert za evaluaciju projektnih prijava na razini cijele Europe iz područja programa Erasmus+ Sport kojima se podupiru projekti području sporta. 